# Glucan

Formula structurală a amidonului, un glucan foarte comun în plante

Un  glucan este un polimer de D-glucoză. Mulți beta-glucani prezintă importanță medicală.

## Tipuri
Există două clase mari de glucani (α- și β- indică tipul de legătură O-glicozidică din structură):

### Alfa-glucani
- dextran, α-1,6-glucan cu ramificații α-1,3
- amidon floridean, α-1,4- și α-1,6-glucan
- glicogen, α-1,4- și α-1,6-glucan
- pululan, α-1,4- și α-1,6-glucan
- amidon, un amestec de amiloză și amilopectină, ambele α-1,4- și α-1,6-glucani

### Beta-glucani
- celuloză, β-1,4-glucan
- crizolaminarină, β-1,3-glucan
- curdlan, β-1,3-glucan
- laminarină, β-1,3- și β-1,6-glucan
- lentinan, β-1,6:β-1,3-glucan purificat din Lentinus edodes
- lichenină, β-1,3- și β-1,4-glucan
- beta-glucan de ovăz, β-1,3- și β-1,4-glucan
- pleuran, β-1,3- și β-1,6-glucan izolat de la Pleurotus ostreatus
- zimosan, β-1,3-glucan